# Stari Teočak
Stari Teočak je naseljeno mjesto u sastavu općine Teočak, Federacija Bosne i Hercegovine, BiH.

## Povijest
Prema jednim pisanim vrelima ovdje su dali podići tvrđavu, od koje je danas ostala samo oronula kula, kralj Tvrtko I. i njegova mati Jelena 1353. godine. Zatim je sagrađeno naselje koje je protjekom vremena i prema okolnostima dobilo ime Stari Teočak.

## Stanovništvo
| Stari Teočak       |              |
| godina popisa      | 1991.        |
| Muslimani          | 739 (98,80%) |
| Srbi               | 2 (0,27%)    |
| Hrvati             | 1 (0,13%)    |
| Jugoslaveni        | 1 (0,13%)    |
| ostali i nepoznato | 5 (0,67%)    |
| ukupno             | 748          |

## Znamenitosti
- Prirodno-graditeljska cjelina Stari Teočak: tvrđava, džamija Fethija, kamene kugle, nišani, mezarluci vezira